# Carex wui
Espèce
Classification phylogénétique
Carex wui est une espèce des plantes du genre Carex et de la famille des Cyperaceae.